# Face Awards
FACE Awards – konkurs dla pasjonatów makijażu i charakteryzacji organizowany przez markę NYX. Jego główna edycja odbywa się w USA od 2011 roku. W 2016 roku wystartowała również polska edycja. Konkurs podzielony jest na etapy, z których każdy polega na wykonaniu makijażu zgodnego z narzuconym odgórnie tematem.  Nie istnieją ograniczenia, jeśli chodzi o wiek, czy wykształcenie uczestników, jednak każda zgłoszona praca musi być koniecznie własnym, kreatywnym dziełem. Nazwa FACE to akronim, którego rozwinięcie brzmi  FREEDOM & ARTISTRY FOR CREATIVE EXPRESSION. Finały w Polsce odbywają się na przełomie czerwca i lipca, zaś w USA w sierpniu. Zwycięzcy przysługuje tytuł Beauty blogger of the year.
Nagroda w polskiej edycji to nagroda pieniężna i tygodniowa podróż do Los Angeles na finały amerykańskiej wersji.

## Konkurs w Polsce w 2018 roku
W roku 2018 jurorami byli: Ewa Grzelakowska-Kostoglu, Karolina Zientek, Sergey Kharkevich oraz  Karol Tomaszewski. Organizatorem edycji była Martyna Dziubek. Do konkrstu zgłosiło się ponad pięćset osób.  

## Zwycięzcy polskiej edycji
- 2016 – Kamila Wiatr[6][7]
- 2017 – Karolina Zientek[8]
- 2018 – Anna Gajda[5]
- 2019 – Dorota Spaczyńska-Pilorz (znana jako Dorota's Freaks)[9]